# Zdzisław Rychlik
Zdzisław Rychlik (ur. 5 stycznia 1947 w Kodniu, w województwie lubelskim, w powiecie bialskim) – polski matematyk, emerytowany profesor zwyczajny Uniwersytetu Marii-Curie Skłodowskiej w Lublinie.

## Życiorys
Po maturze, w roku 1965, rozpoczął studia na Wydziale Matematyki, Fizyki i Chemii Uniwersytetu Marii Curie-Skłodowskiej, na tym kierunku ukończył sekcję teoretyczną w roku 1971.
W 1974 roku obronił rozprawę doktorską w Instytucie Matematycznym na UMCS w Lublinie, pod kierunkiem docenta dra hab. Dominika Szynala, na podstawie pracy Graniczne własności sum niezależnych zmiennych losowych z losową liczbą składników.
W roku 1971 zaczął pracę w Instytucie Matematyki na Wydziale Matematyki, Fizyki i Chemii Uniwersytetu Marii Curie-Skłodowskiej. Piastował funkcje akademickie w administracji UMCS od Zastępcy dyrektora Instytutu Matematyki UMCS w latach 1982–1984, prodziekana Wydziału Matematyki, Fizyki i Chemii UMCS w latach 1984–1987, Dyrektora Instytut Matematyki UMCS od 1987 roku. Był dziekanem Wydziału Matematyki, Fizyki i Informatyki UMCS w latach 2008–2012. W pamięci środowiska naukowego UMCS pozostał jako współtwórca planów i programów studiów, moderator nowych kierunków badań, i opiekun studentów i młodych pracowników naukowych, z których niektórzy zostali jego doktoratami lub współpracownikami. Był też członkiem Senatu Uniwersytetu Marii Curie-Skłodowskiej w Lublinie. Także członek kadry Państwowej Wyższej Szkoły Zawodowej w Chełmie
Habilitował się przed Radą Naukową Wydziału Matematyki, Fizyki i Chemii Uniwersytetu Marii Curie-Skłodowskiej w 1981.
Członek American Mathematical Society oraz Polskiego Towarzystwa Matematycznego od 1972 r.

## Nagrody i wyróżnienia
W 1974 otrzymał Nagrodę dla Młodych Matematyków PTM, a następnie w 2006 otrzymał Nagrodę im. Hugona Steinhausa za serię 17 prac naukowych z lat 1996–2005 z teorii twierdzeń granicznych rachunku prawdopodobieństwa i statystyki matematycznej.
Członek Komitetu Matematyki PAN kilku kadencji, w tym 2020-2024.
W 1984 odznaczony brązowym Krzyżem Zasługi, a w 1991 Krzyżem Kawalerskim Orderu Odrodzenia Polski.

## Dorobek naukowy
Jego badania obejmują szeroki zakres zastosowań metod probabilistycznych. Najistotniejsze poświęcone są twierdzeniom granicznym dla ciągów zmiennych losowych z losowymi indeksami, prawie pewnej wersji twierdzeń granicznych oraz twierdzeniom granicznym dla pół losowych. Twierdzenia graniczne ze zbieżnością punktową nazywane są „losowymi wersjami centralnych twierdzeń granicznych” lub „prawie pewnymi wersjami twierdzeń granicznych”. Jest to tematyka, która jest szczególnie intensywnie rozwijana w ostatnich dekadach ze względu na ich implikacje do zastosowań z wykorzystaniem wsparcia metod numerycznych. Twierdzenia graniczne dla ciągów elementów losowych z losowymi indeksami odgrywają od lat bardzo ważną rolę w matematyce finansowej, teorii obsługi masowej, w teorii odnowy, w analizie sekwencyjnej, w teorii procesów Markowa, w teorii błądzeń losowych, w teorii martyngałów i innych dziedzinach matematyki stosowanej. Znaczące wyniki sa zawarte w pracach Zdzisława Rychlika z jego uczniami i matematykami z różnych ośrodków w kraju i zagranicą.

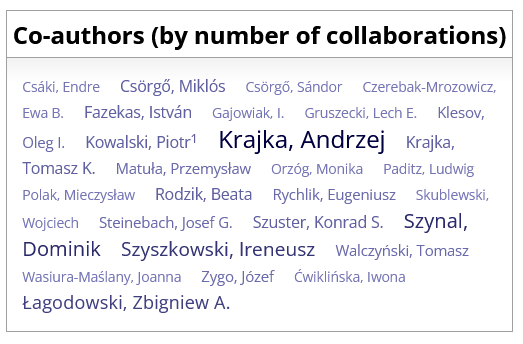
Współautorzy Zdzisława Rychlika wg liczby publikacji ujętych w MathSciNet(stan na 30 września 2024r.)

Był promotorem w 12 przewodach doktorskich. Dziewięć prac magisterskich zrealizowanych pod jego opieką zostało nagrodzonych na Ogólnopolskim Konkursie na najlepszą pracę studencką z rachunku prawdopodobieństwa i zastosowań matematyki, organizowanym przez Oddział Wrocławski PTM.
Wyniki jego badań zawarte są w ponad 90 publikacjach w renomowanych międzynarodowych czasopismach. Miał wielu współpracowników. Najważniejszych przedstawia załączona graficzna analiza na podstawie MathSciNet. Najczęściej cytowana praca dotyczy twierdzeń granicznych dla pól losowych (wspólna z węgierskim matematykiem Istvanem Fazekasem) oraz praca na temat słabej zbieżności rodzin zmiennych losowych z losowymi indeksami (wspólna z Miklös C. Csörgó). 
Wśród czasopism, w których publikował, warto wymienić: J. Statist. Plann. Inference, Probability and Mathematical Statistics, Colloquium Mathematicum, Canadian Journal of Statistics, Teor. Verojatnost. i Primenen.